# St. Jakobshalle
Die St. Jakobshalle (im lokalen Dialekt Joggelihalle genannt) ist ein multifunktionaler Hallenkomplex im Eigentum der Schweizer Stadt Basel bzw. des Kantons Basel-Stadt, von dem sie auch betrieben wird, auf dem Gemeindegebiet des benachbarten Münchenstein. Das vom Architekten Giovanni Panozzo entworfene Bauwerk wurde im Oktober 1976 eröffnet. Es wird hauptsächlich für Hallensportarten und Konzertveranstaltungen genutzt, unter anderem für das Tennisturnier ATP Basel (Swiss Indoors). 2025 war es Austragungsort des Eurovision Song Contest.

## Standort
Die der Stadt Basel gehörende und von ihr verwaltete und betriebene St. Jakobshalle befindet sich auf dem Sportareal St. Jakob im Norden der Brüglinger Ebene. Obwohl nicht auf Stadtbasler Boden gelegen (sondern auf jenem der Baselbieter Nachbargemeinde Münchenstein), wird die Halle postalisch der Ortschaft Basel zugeordnet. Die St. Jakobshalle liegt unmittelbar an der Kantonsgrenze auf Münchensteiner Grund; auf der gegenüberliegenden Strassenseite (auf Stadtbasler Boden) befindet sich das Stadion St. Jakob-Park.

## Räumlichkeiten
Die St. Jakobshalle gliedert sich auf 20’000 m² in elf Hallen, ein grosses Foyer, einen «V.I.P. Corner» und einen «Business Corner». Dank diesem Aufbau mit unterschiedlich grossen Hallen können Veranstaltungen unterschiedlichster Art durchgeführt werden.
Arena
Die Arena hat eine Fläche von 2'800 m² und bietet Platz für 12’400 Personen. Hier finden grosse Events wie das ATP-Turnier der Swiss Indoors, das Longines CHI Basel und Konzerte statt.
Halle 1
Die Halle 1 verfügt über eine Kapazität von 1'400 Plätzen. Darin können unter anderem Generalversammlungen, Bankette, Workshops oder Medienkonferenzen stattfinden.
Halle 2
Die Halle 2 verfügt über eine Kapazität von 2'300 Plätzen. Sie wird für grössere Gala-Dinner, Konzerte oder Generalversammlungen genutzt.
Halle 3
Die Halle 3 wird für die Durchführung von mittelgrossen Sportveranstaltungen sowie gesellschaftliche Anlässe, darunter Generalversammlungen, Bankette oder ähnliche Firmenanlässe, genutzt. Die Halle verfügt über eine Kapazität von 1'800 Plätzen.
Hallen 4 & 5
Die beiden Hallen mit jeweils 324 m² Fläche befinden sich im Erdgeschoss und dienen als Zusatzräume für grosse Veranstaltungen. Sie können auch unabhängig genutzt werden. Beide verfügen über dieselbe Infrastruktur, können einzeln oder zusammen gemietet werden und sind durch ein grosses Durchgangstor verbunden. Die Halle 4 verfügt über eine Kapazität von 450 Plätzen und die Halle 5 von 600 Plätzen.
Foyer
Das Foyer bildet auf zwei Ebenen den Eingangsbereich und umrahmt die gesamte Arena. Ausgestattet mit Gastro-Boxen erstreckt sich das Foyer auf 5’000 m².
Business Corner
Der Business Corner dient als Bereich für exklusive Gäste und hat dafür eigene Gastro-Stationen. Eine Fensterfront und ein Balkon ermöglichen einen direkten Blick in die Arena.
V.I.P. Corner
Der VIP-Bereich liegt unmittelbar über dem Business Corner und ist ebenfalls mit einer Fensterfront und einem Balkon zur Arena hin ausgestattet.
Weitere Räume
Unter der Halle 3 befindet sich eine Schwimmhalle, die über ein Becken mit fünf Bahnen verfügt und nur von Schwimmvereinen genutzt werden kann. Hinzu kommen vier Turnhallen unter den Hallen 2 und 3.

## Geschichte
Ab den 1930er Jahren entstand im nördlichen Teil der Brüglinger Ebene, auf dem Gelände der im Jahr 1444 geschlagenen Schlacht bei St. Jakob an der Birs, das Sportzentrum St. Jakob. Dort fasste die Stadt Basel Sportanlagen unterschiedlichster Art zusammen, darunter eine Pferderennbahn, ein Schwimmbad und eine Leichtathletikanlage. 1956 überwies der Grosse Rat des Kantons Basel-Stadt dem Regierungsrat erstmals ein Begehren für den Bau einer Mehrzweckhalle. Nach weiteren parlamentarischen Vorstössen erhielt der Architekt Giovanni Panozzo im Juni 1961 den Auftrag für planerische Vorarbeiten. Am 9. Februar 1967 genehmigte der Grosse Rat das Projekt. Gegen den erforderlichen Kredit in der Höhe von 21,57 Millionen Franken kam das Referendum zustande. Daraufhin genehmigten die Stimmberechtigten das Vorhaben in der kantonalen Volksabstimmung vom 2. Juli 1967 mit einem Ja-Anteil von 57,3 %.

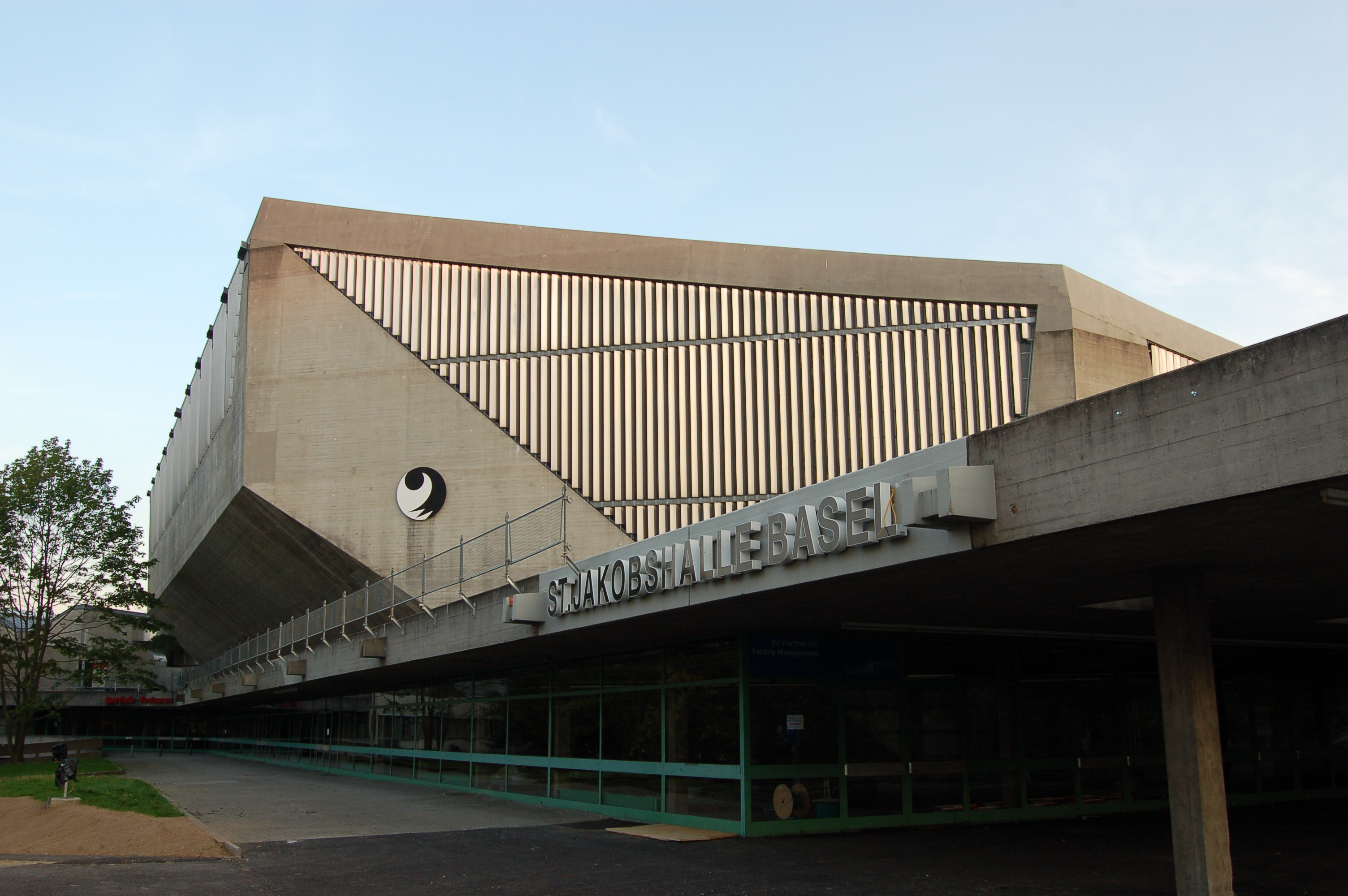
Die Halle vor der Sanierung (September 2006)

Nachdem das Baupolizeiamt des Kantons Basel-Landschaft am 18. September 1970 die Baubewilligung erteilt hatte, begannen die vorbereitenden Arbeiten am 16. November 1970. Die Grundsteinlegung erfolgte am 19. April 1971 durch Regierungsrat Max Wullschleger, den Vorsteher des Baudepartements. Daraufhin entstand die St. Jakobshalle unter der Leitung Panozzos und des Bauingenieurs Albert Schmidt. Der Hallenkomplex wurde etappenweise in Betrieb genommen. Die erste Grossveranstaltung war ein Konzert von Carlos Santana am 8. Oktober 1975. Die offizielle Eröffnung der fertiggestellten Anlage war am 26. September 1976.
Ursprünglich war die St. Jakobshalle als reine Sporthalle konzipiert worden, doch mit der Zeit kamen verschiedene Nutzungsarten hinzu, für die sie eigentlich nicht vorgesehen war. Als problematisch erwies sich insbesondere die Lage des Haupteingangs an der Brüglingerstrasse, die wenig repräsentativ war. Andererseits wirkte der Zugang von der St.-Jakobs-Strasse eher wie ein Nebeneingang. Die Planungsbehörden entschieden sich gegen einen Neubau und beschlossen stattdessen eine Sanierung und Modernisierung, mit Anpassung an die modernen Bedürfnisse. Im Januar 2015 bewilligte der baselstädtische Grosse Rat, mit 89 Ja-Stimmen bei einer Enthaltung, einen Kredit von 105 Millionen Franken. Die Arbeiten dauerten von 2016 bis 2018 in drei Etappen. Die Kapazität der Halle stieg von 9'000 auf 12'400 Plätze, wobei Verbesserungen beim Brandschutz und bei den Fluchtwegen diesen Zugewinn ermöglichten.
Die Sanierung stiess zum Teil auf heftige Kritik – nicht nur, weil die Kosten letztlich auf 141 Millionen Franken anstiegen. So seien bei der Sanierung architektonische und städtebauliche Gesichtspunkte zum Nachteil der Funktionalität zu sehr beachtet worden. Die jetzige Halle entspreche nicht den Standards vergleichbarer Hallen. Beispielsweise war die Dachlast der Halle – wichtig für die Aufhängung schwerer Bildschirme und Lautsprecher – nicht genügend erhöht worden, so dass bereits die nächste Sanierung der Halle ansteht. Ebenso ist zwar der Cateringbereich neu erstellt worden, aber ausgerechnet Pommes frites und Bratwürste müssten ausserhalb des Gebäudes zubereitet werden, weil die Küche nicht dafür ausgelegt ist. Der Bericht der Finanz- und Geschäftsprüfungskommission hielt fest, dass in zahlreichen Fällen die Benutzervertreter auf ungenügende Weise angehört und berücksichtigt worden seien. Die Kommissionen stellten fest, dass etwa Aufhängepunkte für Dachlasten während der Sanierung wieder zubetoniert wurden. Ebenso sei eine ungenügende Anzahl Stromverteiler verbaut worden, so dass bei Veranstaltungen viel mehr mobile Elektroverteiler und Kabel installiert werden müssten. Zudem müssten bei Grossanlässen die Veranstalter Fluchttreppen mieten und aufbauen, um den Brandschutzvorschriften zu entsprechen.

## Grossveranstaltungen

### Sport
Die Basler St. Jakobshalle ist Austragungsort zahlreicher Veranstaltungen von nationaler und internationaler Ausstrahlung. Sie ist primär als Sporthalle konzipiert, weshalb sie Gastgeberin unterschiedlicher Wettkämpfe und Meisterschaften ist. Seit 1975 findet hier jährlich das Tennisturnier ATP Basel (auch bekannt als Swiss Indoors) statt. Weitere jährlich wiederkehrende Veranstaltungen sind das Reitturnier CHI Classics Basel (seit 2010, bis 2021 als CSI Basel bekannt) und das Swiss Open im Badminton (seit 1991). Daneben war die St. Jakobshalle unter anderem Schauplatz folgender Sportveranstaltungen:
- Handball-Weltmeisterschaft der Männer 1986
- Eishockey-Weltmeisterschaft der Herren 1998
- Curling-Weltmeisterschaft der Herren 2012
- Curling-Weltmeisterschaft der Herren 2016
- Handball-Europameisterschaft der Männer 2006
- Handball-Europameisterschaft der Frauen 2024
- Turn-Europameisterschaften 2021
- Fechteuropameisterschaften 2024
- Swiss Darts Trophy 2024
- Women’s Top Volley International (1989–2014)
- WM-Boxkampf der WBA im Schwergewicht: Walujew gegen McCline (2007)

### Konzerte
Regelmässig führen Tours international bekannter Musiker und Bands über Basel. Nachstehend eine Auswahl:
- A-ha (2010)
- Alanis Morissette (1999, 2002)
- Anastacia (2004)
- Andrea Bocelli (2019)
- Avenged Sevenfold (2024)
- Avril Lavigne (2005)
- Beastie Boys (2004)
- Bob Dylan (1981, 1987, 2009)
- Boston (1979)
- Bushido (2013)
- Bryan Adams (2004, 2024)
- Carlos Santana (1975)
- Chris Brown (2012)
- Chris de Burgh (1984)
- Deep Purple (2008)
- Depeche Mode (1984)
- Die Fantastischen Vier (2005)
- Die Toten Hosen (2012, 2017)
- Dire Straits (1985)
- Dropkick Murphys (2013)
- Earth, Wind and Fire (1975)
- Electric Callboy (2024)
- Elton John (1982, 1986)
- Eric Clapton (1983, 2010)
- Foreigner (1982)
- Frankie Goes to Hollywood (1985)
- Green Day (2005)
- Guns N’ Roses (2012)
- Helene Fischer (2010, 2012)
- Herbert Grönemeyer (1998)
- Iron Maiden (1980, 1984, 2008)
- Joe Cocker (1992, 2005)
- James Last (2013)
- Johnny Cash (1980)
- José Carreras (1995)
- Jovanotti (2011)
- Judas Priest (2024)
- Kim Wilde (1983)
- KISS (1980)
- Kylie Minogue (2005)
- Linkin Park (2008)
- Queen (1977)
- Manfred Mann’s Earth Band (1979)
- Marilyn Manson (2005, 2012)
- Meat Loaf (1983, 2007)
- Mike Oldfield (1984)
- Mötley Crüe (1984, 2012, 2015)
- Muse (2012)
- Nazareth (1983)
- Neil Young (1982)
- Nena (1983, 1985)
- Nickelback (2010)
- Nightwish (2009, 2015)
- Peter Gabriel (1987)
- Pet Shop Boys (2000)
- Plácido Domingo (1991)
- Puff Daddy (2000)
- Rammstein (2004, 2009)
- R.E.M. (2005)
- Rihanna (2007)
- Roxy Music (1980)
- Sabaton (2017)
- Scorpions (1976)
- Sean Paul (2010)
- Sigur Rós (2013)
- Smokie (1995)
- Snow Patrol (2012)
- Status Quo (1984)
- Supertramp (1978)
- The Cure (2016, 2022)
- Tina Turner (1985)
- Tom Petty (1987, 1992)
- Toto (1982)
- Usher (2004)
- Volbeat (2011)
- Whitney Houston (1988)

### Sonstige Events
Neben Sportveranstaltungen und Konzerten finden in der St. Jakobshalle auch Musicals, Shows, Live-Fernsehübertragungen, Festivals, Messen und Geschäftsanlässe statt. Dazu gehören unter anderem zwölf Ausgaben der Fernsehsendung Wetten, dass..? in den Jahren 1983 bis 2007, das Europäische Jugendtreffen 2017/18 und der Eurovision Song Contest 2025.